# Chorthippus yulingensis
Chorthippus yulingensis är en insektsart som beskrevs av Zheng, Z. och Tu 1964. Chorthippus yulingensis ingår i släktet Chorthippus och familjen gräshoppor. Inga underarter finns listade i Catalogue of Life.